# Relations entre la Roumanie et le Tchad
Les relations entre le Tchad et la Roumanie désignent les relations bilatérales entre le Tchad et la Roumanie. Les relations diplomatiques ont été établies le 15 juillet 1969. Aucun des deux pays n'a d'ambassade dans le pays de l'autre.

## Les accords
Un accord sur le commerce est signé en 1969, suivi d'un accord de coopération économique et technique en 1971, en 2007, le volume des échanges bilatéraux est resté insignifiant.

## Histoire
En novembre 2007, la Roumanie a annoncé qu'elle déploierait 120 soldats au Tchad et en République centrafricaine dans le cadre d'une mission de maintien de la paix de l'Union européenne dans ce pays. La Roumanie a continué de condamner la violence au Tchad et l'a imputée aux groupes rebelles. Cependant, à la mi-2008, le ministre roumain de la Défense, Teodor Meleșcanu, a indiqué que son pays n'enverrait pas de troupes supplémentaires à la mission au Tchad, déclarant qu'ils avaient atteint leurs limites et ne voulaient pas s'impliquer dans un théâtre de guerre.
En décembre 2008, le ressortissant roumain Marin Cioroianu a été arrêté dans le comté de Harghita, en Roumanie, en lien avec le meurtre en juillet 2007 de Brahim Déby, le fils du président tchadien Idriss Déby, dans un parking parisien. Les agresseurs de Déby lui avaient tiré des flèches, l'avaient taclé et l'avaient attaqué avec de la mousse d'extincteur, entraînant la mort par asphyxie. L'ADN d'un gant prélevé dans la voiture de Cioroianu correspondait à l'ADN recueilli sur les lieux du meurtre. Cependant, en raison du manque de fonds du bureau français d'Interpol pour payer son extradition vers la France, Cioroianu est resté en détention en Roumanie.

## Similitudes des drapeaux
Les drapeaux de la Roumanie et du Tchad sont presque identiques, la seule différence étant que la Roumanie définit les couleurs utilisées plus étroitement que le Tchad, ce qui entraîne de légères variations d'ombrage. Le Tchad a commencé à utiliser son drapeau actuel en 1960, après avoir obtenu son indépendance de la France. À cette époque, les drapeaux tchadien et roumain se distinguaient par l'inclusion par ce dernier des armoiries de la République socialiste de Roumanie au centre du drapeau roumain. Cependant, en 1989, les armoiries ont été entièrement supprimées après la révolution qui a renversé Nicolae Ceaușescu. La Roumanie avait utilisé son ancien drapeau à partir de 1866, basé sur un drapeau utilisé depuis 1848 dans sa région de Valachie.
En 2004, des reportages non confirmés dans les médias indiquaient que le Tchad avait appelé les Nations unies à se pencher sur la question, ce qui a incité le président roumain de l'époque, Ion Iliescu, à déclarer publiquement que son pays n'abandonnerait pas le drapeau. BBC News a cité Iliescu comme déclarant que « Le drapeau tricolore nous appartient. Nous n'abandonnerons pas le drapeau tricolore. ».